# Mária szász–weimar–eisenachi hercegnő (1808–1877)
Mária szász–weimar–eisenachi hercegnő, férjezett Mária porosz királyi hercegné (németül: Prinzessin Marie von Sachsen-Weimar-Eisenach, Prinzessin von Preußen, teljes nevén Marie Luise Alexandrine; Weimar, 1808. február 3. – Berlin, 1877. január 18.) szász–weimar–eisenachi hercegnő, házassága révén porosz királyi hercegné.

## Élete

### Származása és gyermekkora
Mária szász–weimar–eisenachi hercegnő családja weimari várkastélyában jött világra 1808. február 3-án Károly Frigyes szász–weimar–eisenachi nagyherceg (1783–1853) és Marija Pavlovna orosz nagyhercegnő (1786–1859) második gyermekeként, egyben első leányaként. A bécsi kongresszuson hozott döntések eredményeként 1815-ben a szász–weimar–eisenachi uralkodó hercegi méltóságról a nagyhercegire emelkedett, az állam jelentős területekkel gyarapodott.
A visszahúzódó természetű szász–weimari nagyherceg és az orosz cári családból származó, energikus felesége koruknak leghaladóbb szellemű, legműveltebb udvartartását alakították ki: a weimari udvarban alkotott többek között Johann Wolfgang von Goethe, az ország a német államok közül elsőként fogadott el alkotmányt. Környezetük nagyban befolyásolta a hercegi gyermekek életszemléletét, neveltetését és politikai véleményét. Mária hercegnő és egyetlen húga, a nála három évvel fiatalabb Auguszta hercegnő széles körű oktatásban részesültek. Az udvari etikett és a helyes magatartás mellett nagy hangsúlyt kapott a művészet is: a hercegnőknek Louise Seidler udvari festőnő tanította a rajzolást, míg Johann Nepomuk Hummel udvari karmester a zenét.

### Házassága és gyermekei
Mária hercegnő és majdani férje, Károly porosz királyi herceg (1801–1883) 1824-ben ismerkedtek meg egy frankfurti találkozó alkalmával, amelyen az orosz trónörökös mellett részt vett a Vilmos porosz trónörökös és fivére, Károly porosz királyi herceg is. Károly herceg azonnal érdeklődni kezdett a szász–weimari hercegnő iránt, és kérésére édesapja megkezdte a házassági tárgyalásokat a weimari és az orosz cári udvarral. Mária hercegnőnek édesanyja és a családi ügyekben beleszólást élvező orosz anyacárné is egy uralkodót vagy egy trónörököst remélt férjnek, nem egy uralkodócsalád harmadszülött fiúgyermekét. Orosz oldalról egy olyan megoldást sürgettek, hogy a porosz trónörökös vegye feleségül Mária hercegnőt, Károly herceg pedig Auguszta hercegnőt; s ezt a felek korát megfontolva később a weimari udvar is támogatta. A porosz király elfogadta volna az ajánlatot, ám tekintettel lévén a Mária hercegnőhöz ragaszkodó Károly hercegre végül elutasította azt.
Minthogy ily módon nem sikerült idősebb leányának trónörökös férjet találnia, a szász–weimari nagyhercegné – az orosz anyacárné egyetértésével – egyre inkább hajlott arra, hogy beleegyezését adja Károly porosz királyi herceg leánykérésére. Marija Pavlovna orosz nagyhercegnő ugyanis meglátta az esélyt arra, hogy Vilmos porosz trónörököst kizárják a porosz trónöröklési sorból, ha rangon alulinak ítélt házasságot köt szerelmével, a lengyel Eliza Radziwiłł hercegnővel.

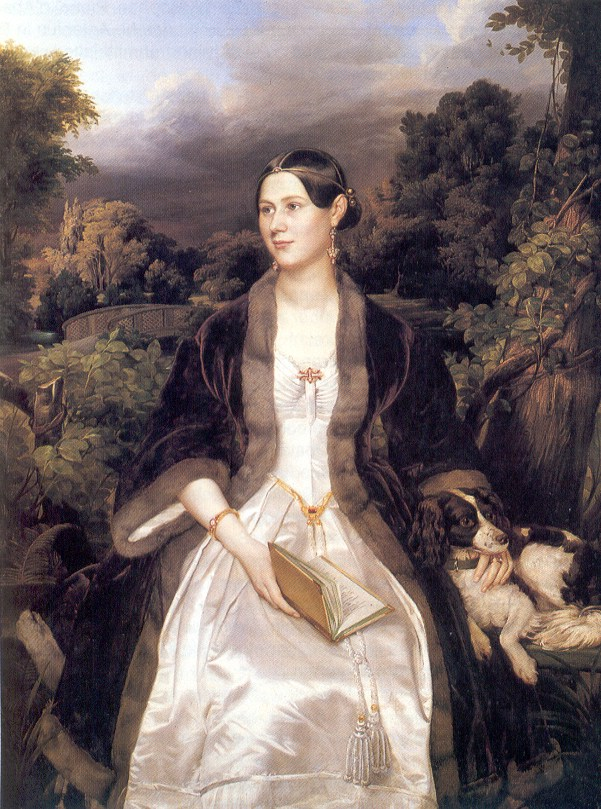
Mária porosz királyi hercegné (1838, Julius Schoppe)

A porosz királyi herceg és Mária szász–weimari hercegnő menyegzőjét 1827. május 26-án tartották a charlottenburgi kastélyban. Kapcsolatukból három gyermek született:
- Frigyes Károly (1828–1885), a Porosz Királyi Hadsereg tisztje, felesége Mária Anna anhalti hercegnő
- Lujza Mária (1829–1901), házassága révén Hessen–Philippsthal–Barchfeld őrgrófnéja
- Mária Anna (1836–1918), házassága révén Hessen–Kassel címzetes őrgrófnéja.

A pár boldog házasságban élt, udvartartásukban megfordultak a kor jeles művészei és közéleti személyiségei. Károly herceg és Mária hercegnő egyaránt műkincseket gyűjtöttek, amiket azután berlini palotájukban állítottak ki. A palotát Karl Friedrich Schinkel tervei alapján építtették fel a Wilhelmstraßén. A házaspárnak köszönhető továbbá a mai Glienicke park területe, ahová vadászkastélyt és teapavilont is építtettek. Mikor dinasztikus okok miatt Vilmos trónörökös végül Mária hercegnő húgát vette feleségül, Mária hercegnő vetélkedni kezdett testvérével életvitele, öltözködése terén. 1865. december 7-én a porosz király az 1. vesztfáliai tábori tüzérezred élére nevezte ki sógornéját. A hercegnő fia vezette ezred kulcsfontosságú szerepet játszott a porosz–osztrák–dán háború döntő, dybbøli ütközetében; s erre kívánt megemlékezni a porosz király sógornéja kinevezésével.
Mária szász–weimar–eisenachi hercegnő és porosz királyi hercegné 1877. január 18-án hunyt el a német fővárosban hatvannyolc évesen. A hercegnőt a wannseei Szent Péter és Pál templomban található, számára épített kriptában temették el. Férje halála után a herceg maradványait mellette helyezték el.

## Fordítás
- Ez a szócikk részben vagy egészben  a   Marie von Sachsen-Weimar-Eisenach című német Wikipédia-szócikk ezen változatának fordításán alapul.  Az eredeti cikk szerkesztőit annak laptörténete sorolja fel. Ez a jelzés csupán a megfogalmazás eredetét és a szerzői jogokat jelzi, nem szolgál a cikkben szereplő információk forrásmegjelöléseként.
- Ez a szócikk részben vagy egészben  a   Princess Marie of Saxe-Weimar-Eisenach (1808–1877) című angol Wikipédia-szócikk ezen változatának fordításán alapul.  Az eredeti cikk szerkesztőit annak laptörténete sorolja fel. Ez a jelzés csupán a megfogalmazás eredetét és a szerzői jogokat jelzi, nem szolgál a cikkben szereplő információk forrásmegjelöléseként.

## Külső hivatkozások
- Az uralkodóház hivatalos honlapja (német nyelven). Preussen.de. [2017. június 27-i dátummal az eredetiből archiválva]. (Hozzáférés: 2010. október 23.)
- A Kleine Neugierde története (németül)
- Mária szász–weimar–eisenachi hercegnő élete (angolul)
- A Szász–Weimar–Eisenachi-ház. [2012. június 30-i dátummal az eredetiből archiválva]. (angolul)